# Party (revista)
Party fue una revista española publicada entre 1977 y 1985, enfocada principalmente al público homosexual, convirtiéndose en la primera publicación masiva dirigida a la población LGBT y de venta libre en dicho país, a diferencia del boletín de la Agrupación Homófila para la Igualdad Sexual, que fue editado entre 1972 y 1974 y era distribuido por correo de manera privada desde Francia y posteriormente Suecia.

## Historia
Creada por la Editorial Amaika, con sede en Barcelona, Party publicó su primer número el 16 de abril de 1977, dos meses antes de las primeras elecciones democráticas tras la dictadura de Francisco Franco. Al igual que otras revistas editadas por Amaika, como por ejemplo Papillón, Party recurrió a camuflar los contenidos para homosexuales bajo la fachada de ser una revista de espectáculos (su eslogan era «La revista del mundo del espectáculo» y publicaba fotografías de actrices en sus primeras portadas), pasando en años posteriores a publicar contenido más explícito. Su director fue Eloy Rosillo, quien utilizaba el seudónimo de «Luis Arconada» en la sección del consultorio sexual de la revista.
A medida que la revista comenzó a enfocar sus contenidos principalmente hacia los hombres homosexuales, aparecieron secciones dedicadas a dicho segmento de la población, como por ejemplo la inclusión de una fotografía de un desnudo masculino en las páginas centrales; algunos de los personajes que aparecieron en dicha sección fueron Juan Ribó en 1979, y Pep Corominas y Pedro Mari Sánchez, ambos en 1982. También surgieron secciones donde se presentaban imágenes explícitas, como por ejemplo «El travesti de la semana», y aparecieron secciones donde se informaba sobre bares, discotecas y lugares de cruising. Además de dichas secciones, la revista organizaba anualmente el premio «Chico Party», un concurso de belleza en donde participaban los lectores de la revista enviando fotografías, y que poseía una premiación en vivo en el cabaret «Barcelona de Noche», ubicado en la calle de les Tàpies en el Raval.
La revista dejó de editarse en 1985. En 2017 la editorial Los Doscientos publicó un libro en homenaje a Party (editado por Juan Sánchez y Valeria Vegas), que contenía reproducciones de portadas y páginas interiores de distintas ediciones de la revista, en una edición limitada de 200 copias.
En 2024 fue lanzada Nuevo Party, una revista de número único que realiza un homenaje a Party y que incluye algunas de las secciones que contenía la antigua publicación; la iniciativa fue desarrollada por los artistas Caín Q y Carlos Valdivia, y su financiamiento se obtuvo mediante crowdfunding.